# Gouvernement Depretis VI
Royaume d'Italie
Depretis V Depretis VII
Le gouvernement Depretis VI (Governo Depretis VI, en italien) est le gouvernement du royaume d'Italie entre le 30 mars 1884 et le 29 juin 1885, durant la XVe législature.

## Composition
Composition du gouvernement
- Gauche historique

### Président du conseil des ministres
Agostino Depretis